# Gran Bretagna ai Giochi della XXII Olimpiade
Il Regno Unito (con il nome di Gran Bretagna) partecipò ai Giochi della XXII Olimpiade che si sono svolti a Mosca dal 19 luglio al 3 agosto 1980, con una delegazione di 219 atleti impegnati in 14 discipline. Il portabandiera fu Richard Palmer.
Il bottino della squadra fu di 21 medaglie: 5 d'oro, 7 d'argento e 9 di bronzo.

## Medaglie
| Medaglia | Nome | Sport            | Evento               |
| -------- | --- | ---------------- | -------------------- |
| Oro      | Allan Wells | Atletica leggera | 100m uomini          |
| Oro      | Steve Ovett | Atletica leggera | 800m uomini          |
| Oro      | Sebastian Coe | Atletica leggera | 1500m uomini         |
| Oro      | Daley Thompson | Atletica leggera | Decathlon uomini     |
| Oro      | Duncan Goodhew | Nuoto            | 100m rana uomini     |
| Argento  | Allan Wells | Atletica leggera | 200m uomini          |
| Argento  | Sebastian Coe | Atletica leggera | 800m uomini          |
| Argento  | Henry Clay Andrew Justice Chris Mahoney Duncan McDougall Malcolm McGowan Colin Moynihan John Pritchard Richard Stanhope Allan Whitwell | Canottaggio      | Otto con             |
| Argento  | Neil Adams | Judo             | 71 kg                |
| Argento  | Philip Hubble | Nuoto            | 200m farfalla uomini |
| Argento  | Sharron Davies | Nuoto            | 400m misti donne     |
| Argento  | June Croft Helen Jameson Margaret Kelly Ann Osgerby                                                                                    | Nuoto            | 4x100m misti donne   |
| Bronzo   | Steve Ovett | Atletica leggera | 1500m uomini         |
| Bronzo   | Gary Oakes | Atletica leggera | 400m ostacoli uomini |
| Bronzo   | Beverley Goddard-Callender Heather Hunte Sonia Lannaman Kathy Smallwood-Cook                                                           | Atletica leggera | 4x100m donne         |
| Bronzo   | Donna Hartley Joslyn Hoyte-Smith Linsey MacDonald Michelle Probert                                                                     | Atletica leggera | 4x400m donne         |
| Bronzo   | Malcolm Carmichael Charles Wiggin | Canottaggio      | Due senza            |
| Bronzo   | John Beattie David Townsend Ian McNuff Martin Cross                                                                                    | Canottaggio      | Quattro senza        |
| Bronzo   | Arthur Mapp | Judo             | Open                 |
| Bronzo   | Gary Abraham Duncan Goodhew David Lowe Trevor Smith                                                                                    | Nuoto            | 4x100m mista uomini  |
| Bronzo   | Anthony Willis | Pugilato         | Pesi super leggeri   |

## Risultati

### Atletica

#### Uomini
| Evento               | Atleta          | Risultato | Prestazione |
| -------------------- | --------------- | --------- | ----------- |
| 100 m                | Allan Wells     | 10"25     | Oro         |
| 100 m                | Cameron Sharp   |           | 7T h1 r3/4  |
| 100 m                | Drew McMaster   |           | 6 h3 r2/4   |
| 200 m                | Allan Wells     | 20"21     | Argento     |
| 200 m                | Cameron Sharp   |           | 8 h2 r3/4   |
| 200 m                | Mike McFarlane  |           | 6 h1 r2/4   |
| 400 m                | David Jenkins   |           | 7           |
| 400 m                | Alan Bell       |           | 8 h2 r3/4   |
| 400 m                | Glen Cohen      |           | 7 h3 r2/4   |
| 800 m                | Steve Ovett     | 1'45"44   | Oro         |
| 800 m                | Sebastian Coe   | 1'45"85   | Argento     |
| 800 m                | Dave Warren     |           | 8           |
| 1500 m               | Sebastian Coe   | 3'38"40   | Oro         |
| 1500 m               | Steve Ovett     | 3'38"99   | Bronzo      |
| 1500 m               | Steve Cram      |           | 8           |
| 5000 m               | Nick Rose       |           | 5 h1 r2/3   |
| 5000 m               | Dave Moorcroft  |           | 9 h1 r2/3   |
| 5000 m               | Barry Smith     |           | 9 h2 r2/3   |
| 10000 m              | Brendan Foster  |           | 11          |
| 10000 m              | Mike McLeod     |           | 12          |
| 10000 m              | Geoff Smith     |           | 7 h1 r1/2   |
| Maratona             | Dave Black      |           | AC          |
| Maratona             | Bernie Ford     |           | AC          |
| Maratona             | Ian Thompson    |           | AC          |
| 110 m hs             | Mark Holtom     |           | 5 h2 r2/3   |
| 110 m hs             | Wilbert Greaves |           | 6 h1 r2/3   |
| 400 m hs             | Gary Oakes      |           | Bronzo      |
| 3000 m siepi         | Roger Hackney   |           | 7 h2 r2/3   |
| 3000 m siepi         | Colin Reitz     |           | 8 h1 r2/3   |
| 3000 m siepi         | Tony Staynings  |           | 11 h2 r2/3  |
| Staffetta 4×100 m    | Mike McFarlane  |           | 4           |
| Staffetta 4×100 m    | Allan Wells     |           | 4           |
| Staffetta 4×100 m    | Cameron Sharp   |           | 4           |
| Staffetta 4×100 m    | Drew McMaster   |           | 4           |
| Staffetta 4×400 m    | Alan Bell       |           | AC          |
| Staffetta 4×400 m    | Terry Whitehead |           | AC          |
| Staffetta 4×400 m    | Rod Milne       |           | AC          |
| Staffetta 4×400 m    | Glen Cohen      |           | AC          |
| Marcia 20 km         | Roger Mills     |           | 10          |
| Marcia 50 km         | Ian Richards    |           | 11          |
| Salto in alto        | Mark Naylor     |           | 9           |
| Salto con l'asta     | Brian Hooper    |           | 11          |
| Salto triplo         | Keith Connor    |           | 4           |
| Getto del peso       | Geoff Capes     |           | 5           |
| Lancio del martello  | Chris Black     |           | 14 QR       |
| Lancio del martello  | Paul Dickenson  |           | 15 QR       |
| Tiro del giavellotto | Dave Ottley     |           | 14 QR       |
| Decathlon            | Daley Thompson  |           | Oro         |
| Decathlon            | Brad McStravick |           | 15          |

#### Donne
| Evento               | Atleta                 | Risultato | Prestazione |
| -------------------- | ---------------------- | --------- | ----------- |
| 100 m                | Kathy Smallwood-Cook   |           | 6           |
| 100 m                | Heather Hunte-Oakes    |           | 8           |
| 100 m                | Sonia Lannaman         |           | 5 h2 r3/4   |
| 200 m                | Kathy Smallwood-Cook   |           | 5           |
| 200 m                | Bev Goddard-Callender  |           | 6           |
| 200 m                | Sonia Lannaman         |           | 8           |
| 400 m                | Linsey MacDonald       |           | 8           |
| 400 m                | Michelle Probert-Scutt |           | 5 h2 r2/3   |
| 400 m                | Joslyn Hoyte-Smith     |           | 6 h1 r2/3   |
| 800 m                | Christina Boxer-Cahill |           | 8 h2 r2/3   |
| 1500 m               | Janet Marlow           |           | 9 h1 r1/2   |
| 100 m hs             | Shirley Strong         |           | 5 h2 r2/3   |
| 100 m hs             | Lorna Boothe           |           | 6 h3 r1/3   |
| Staffetta 4×100 m    | Heather Hunte-Oakes    |           | Bronzo      |
| Staffetta 4×100 m    | Kathy Smallwood-Cook   |           | Bronzo      |
| Staffetta 4×100 m    | Bev Goddard-Callender  |           | Bronzo      |
| Staffetta 4×100 m    | Sonia Lannaman         |           | Bronzo      |
| Staffetta 4×400 m    | Linsey MacDonald       |           | Bronzo      |
| Staffetta 4×400 m    | Michelle Probert-Scutt |           | Bronzo      |
| Staffetta 4×400 m    | Joslyn Hoyte-Smith     |           | Bronzo      |
| Staffetta 4×400 m    | Donna Murray-Hartley   |           | Bronzo      |
| Salto in lungo       | Louise Miller          |           | 11          |
| Salto in lungo       | Sue Hearnshaw          |           | 9           |
| Salto in lungo       | Sue Scott-Reeve        |           | 10          |
| Getto del peso       | Angela Littlewood      |           | 13          |
| Lancio del disco     | Meg Ritchie            |           | 9           |
| Tiro del giavellotto | Fatima Whitbread       |           | 18 QR       |
| Tiro del giavellotto | Tessa Sanderson        |           | 19 QR       |
| Pentathlon           | Judy Livermore-Simpson |           | 13          |
| Pentathlon           | Sue Longden            |           | 15          |
| Pentathlon           | Yvette Wray            |           | 16          |